# Kuter uzbrojony
Kuter uzbrojony – określenie małych okrętów (klasy kutrów), z uzbrojeniem w postaci karabinów maszynowych lub dział małego kalibru. 
Jako kutry uzbrojone (w skrócie KU) klasyfikowano w Polsce małe okręty rzeczne. We Flotylli Rzecznej Marynarki Wojennej i Oddziale Wydzielonym Rzeki Wisły w 1939 roku używano kutrów uzbrojonych: KU 1, KU 2, KU 4 - KU 7, KU 21 - KU 24 i KU 30, lekkich kutrów uzbrojonych LKU 16 - LKU 19, LKU 25 - LKU 29 oraz ciężkiego kutra uzbrojonego CKU "Nieuchwytny".
Określenie "kuter uzbrojony" raczej nie jest stosowane jako klasa, rozróżnia się natomiast w zależności od przeznaczenia i uzbrojenia m.in. kuter artyleryjski, kuter pancerny, kuter patrolowy, kuter rakietowy, kuter torpedowy.